# Иорам (царь Израиля)
Иора́м (ивр. יְהוֹרָם‎ иехора́м) — 9-й израильский царь (852—841 годы до н. э.), сын Ахава и Иезавели, брат Охозии, последний представитель династии Амврия. От своего отца он унаследовал склонность к идолопоклонству. На время его царствования выпадает большинство чудес пророка Елисея, который не раз избавлял его от сирийцев. Иорам начал правление в 18-м году правления Иосафата в Иудее и царствовал 12 лет (4 Цар. 3:1). Был убит его преемником Ииуем (Иеху).
Согласно 4 Цар. 8:16, в пятый год правления Иорама, другой Иорам, стал царем Иудеи. Автор Книги Царств говорит об обоих в одном и том же отрывке. Они были зятьями, так как Иорам из Иудеи женился на Гофолии, сестре Иорама из Израиля.

## В Библии
В отличие от своих предшественников, Иорам не поклонялся Ваалу. Согласно 4 Цар. 3:2, он убрал «статуи Ваала», вероятно, особый столб, который Ахав воздвиг рядом со своим дворцом в тогдашней столице, Изрееле. Тем не менее, автор Книги царств говорит, что он все ещё «следовал путями Иеровоама, сына Навата, который ввёл израильтян в грех». Вместе с Иосафатом, царём Иудеи, Иорам напал на Моав, которым правил Меша. Во время войны между Арамейским Дамаском и Израилем пророк Елисей подружился с Иорамом, открыв ему замыслы врага. Впоследствии, когда Венадад из Арам-Дамаска осадил Самарию, столицу Израиля, это привело город к голоду и почти каннибализму. В результате Иорам попытался обезглавить Елисея. Последний, однако, предсказывал, что период изобилия неизбежен; осада была вскоре снята, запасы продовольствия в городе были пополнены, и восстановлены прежние отношения между царем и пророком.
Когда Азаил, царь арамейский, поднял восстание в Дамаске, как и предсказывал Елисей в 4 Цар. 8:12, Иорам вступил в союз со своим племянником, иудейским царём Охозией. Оба царя отправились в путь к Рамофу-Галаадскому из Арам-Дамаска. Битва была проиграна; Иорам, будучи ранен в бою, отступил в Изреель, чтобы восстановиться. Его поражение при Рамоф-Галааде, вероятно, было катастрофой. В результате, пока Иорам восстанавливался в Изрееле, его полководец Ииуй поднял восстание. Ииуй казнил Иорама, выстрелив ему в спину стрелой, а его тело было брошено на поле Навуфея в наказание за грех его родителей, которые незаконно присвоили землю Навуфея. После гибели Иорама и других членов его семьи, династия Амврия прекратила существование. Новый царь Израиля Ииуй основал династию пяти поколений правителей, самой долгой в череде династической нестабильности Северного царства.

## Археология

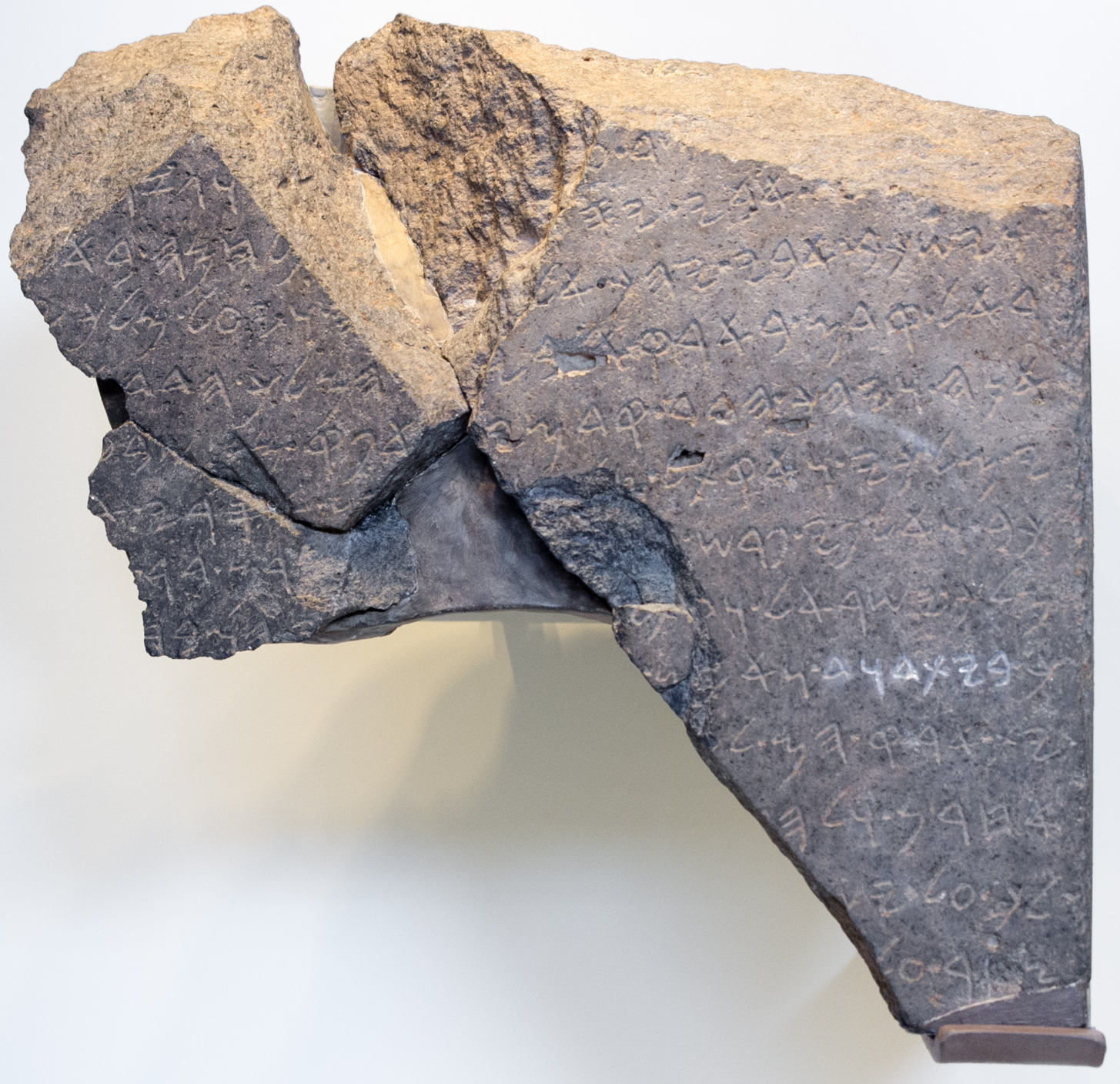
Стела Тель-Дана

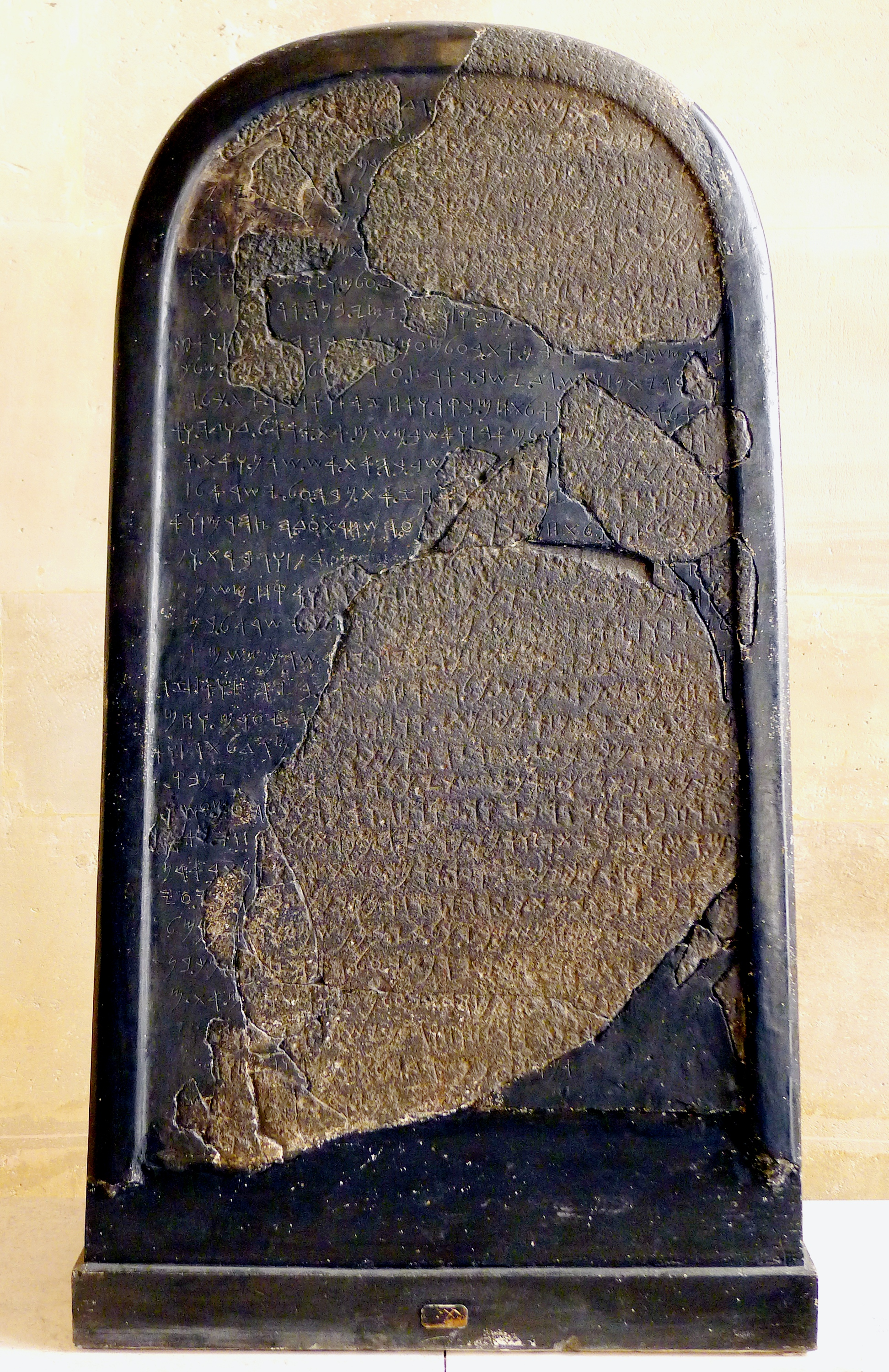
Стела Меша

Автор стелы Тель-Дана (IX век до н. э.) утверждал, что убил Охозию из Иудеи и Иорама из Израиля. Большинство ученых указывают на Азаила в качестве автора. Коалиция, созданная между Ахавом и Бар-Хададом II, которые были главной силой, остановившей ассирийского царя Салманасара III в битве при Каркаре, распалась при их преемниках, и в последовавшей войне между Израилем и Иудеей против Арам-Дамаска цари Израиля и Иудеи были убиты.
На стеле Мешы, которая датируется около 840-го года до н. э., царь Моава Меша объявил о важной победе над Израилем после того, как его в течение сорока лет угнетали Амврий и его сын (не упоминая конкретно), вернув несколько городов и множество пленных. Библейская повесть утверждает, что это восстание началось во время короткого правления Охозии иудейского и продолжалось до правления Иорама (4 Цар. 3). Упоминание о «сыне» Амврия было понято некоторыми учеными как относящееся ко второму или третьему поколению потомков Амврия (Охозии или Иораму), а не прямо как сына.

## Датирование
- по Jewish Encyclopedia: 899—887 до н. э.[6]
- по Уильяму Олбрайту: 849—842 до н. э.[7]
- по Эдвину Тиле, И. Тантлевскому и В. Эрлихману: 852—841 до н. э.[7][8][9]